# Rhynchospora megapotamica
Rhynchospora megapotamica är en halvgräsart som först beskrevs av Anton Sprengel, och fick sitt nu gällande namn av Hans Heinrich Pfeiffer. Rhynchospora megapotamica ingår i släktet småag, och familjen halvgräs. Inga underarter finns listade i Catalogue of Life.